# KL 모노레일

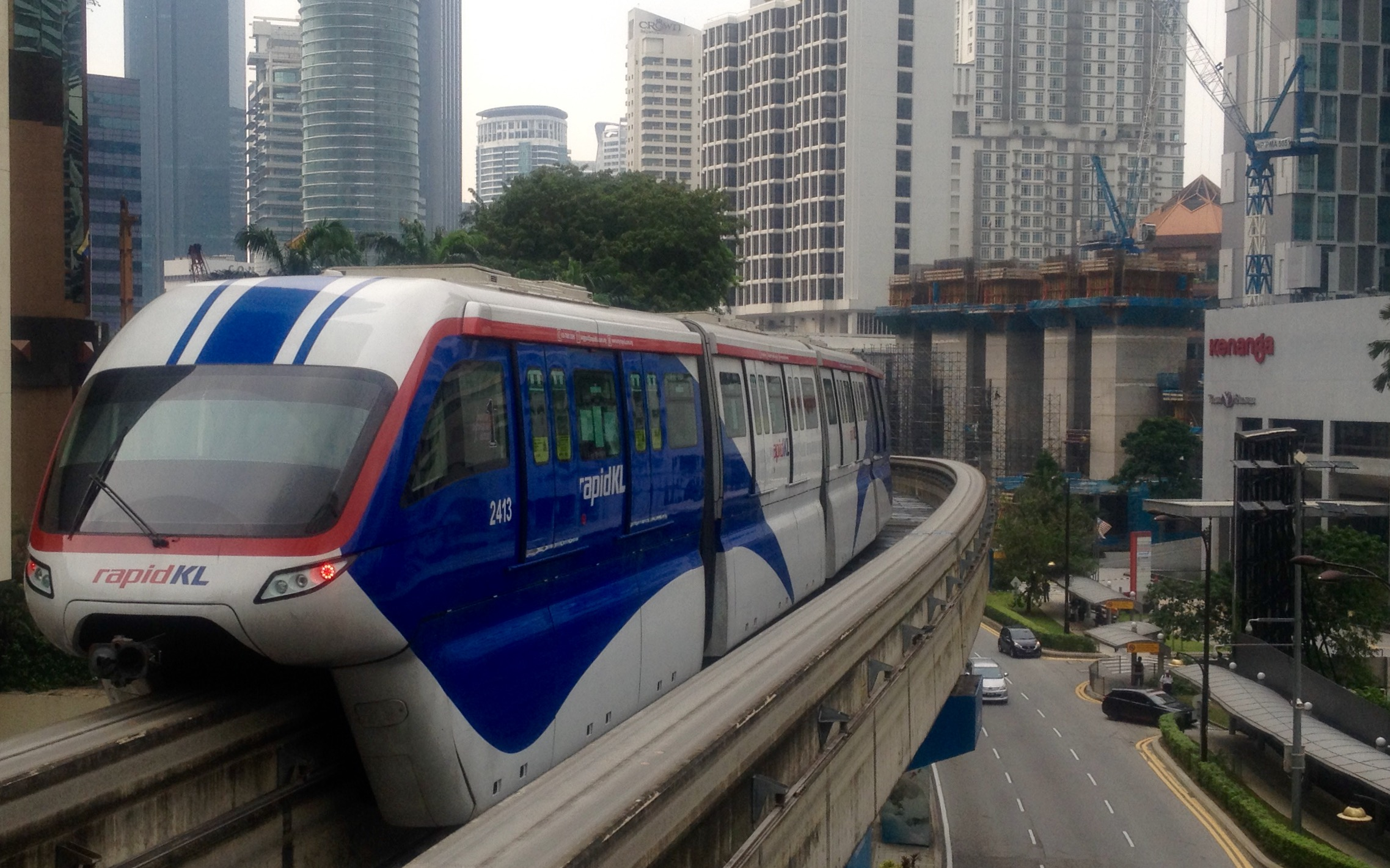
Raja Chulan 역의 열차

KL 모노레일은 말레이시아 쿠알라룸푸르 KL 센트럴 역에서 티티왕사 역을 잇는 모노레일이다.

## 차량
2량 1세트 스코미 레일이 만든 차량이 12 편성으로 되어 있다.